# Alfred Paget (homme politique, 1887-1968)
Pour l’article homonyme, voir Alfred Paget (acteur).
Pour les articles homonymes, voir Paget.
Alfred Paget, né le 21 mai 1887 à Copponex (Haute-Savoie) et mort le 15 février 1968 à Pont-de-Beauvoisin (Isère), est un homme politique français.

## Détail des fonctions et des mandats
Mandats locaux
- 5 mai 1935 - 16 mai 1935 : Conseiller municipal de Pont-de-Beauvoisin
- 16 mai 1935 - 11 février 1941 : Maire de Pont-de-Beauvoisin
- 18 mai 1945 - 1953 : Maire de Pont-de-Beauvoisin
- 1953 - 1959 : Maire de Pont-de-Beauvoisin
- 30 septembre 1945 - 1951 : Conseiller général du Canton de Pont-de-Beauvoisin et vice-président à partir d'octobre 1945
- 1951 - : Conseiller général du Canton de Pont-de-Beauvoisin

Mandats parlementaires
- 8 décembre 1946 - 7 novembre 1948 : Sénateur de l'Isère
- 7 novembre 1948 - 4 juillet 1955 : Sénateur de l'Isère